# 柔毛猕猴桃
柔毛猕猴桃（学名：Actinidia venosa f. pubescens）为猕猴桃科猕猴桃属显脉猕猴桃下的一个变型。分布于中国大陆的云南、四川等地，生长于海拔1,900米的地区，多生长于山地的杂木林中，目前尚未由人工引种栽培。 

## 扩展阅读
- 維基物種上的相關：柔毛猕猴桃